# De Kaboul à Samarcande : Les archéologues en Asie centrale
De Kaboul à Samarcande : Les archéologues en Asie centrale est une monographie illustrée sur l’archéologie et l’histoire de l’Asie centrale, co-écrite par l’historienne Svetlana Gorshenina (en) et l’archéologue Claude Rapin (en), et parue chez Gallimard en 2001. Cet ouvrage est le 411e titre dans la collection « Découvertes Gallimard ».

## Introduction et résumé

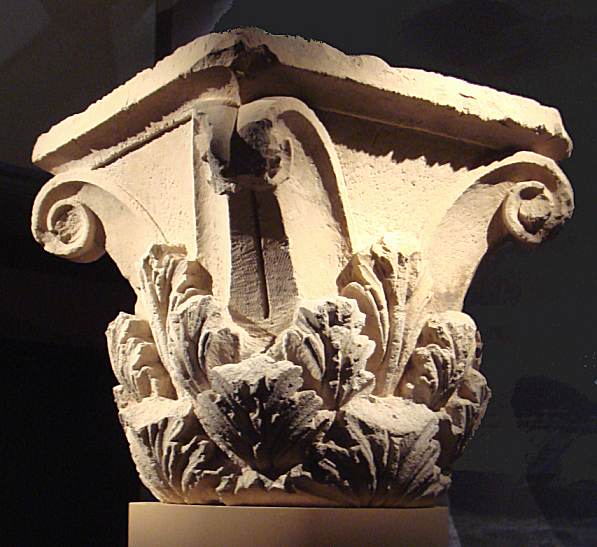
Chapiteau corinthien d’Aï Khanoum. Une photo archéologique d’un tel chapiteau, plus élaboré, reproduite sur la quatrième de couverture.

Cet ouvrage en format poche (125 × 178 mm), fait partie de la série Archéologie dans la collection « Découvertes Gallimard », il est bourré de cartes comme l’itinéraire d’Alexandre le Grand et l’Asie centrale par rapport aux pays d’aujourd’hui, et de nombreuses illustrations (près de 180 documents, en grande partie rares ou inédits). Selon la tradition des « Découvertes », cette collection repose sur une abondante documentation iconographique et une manière de faire dialoguer l’iconographie documentaire et le texte, enrichie par une impression sur papier couché ; en d’autres termes, « de véritables monographies, éditées comme des livres d’art ». C’est presque comme un « roman graphique », rempli de planches en couleurs.
Depuis l’Antiquité, l’Asie centrale, cette terra incognita suscita un grand intérêt auprès de voyageurs éclairés, nourris de récits d’historiens grecs et romains, relatifs, en particulier, aux conquêtes d’Alexandre le Grand au « pays de Gog et Magog ». Le mythe d’Alexandre cèdera la place, beaucoup plus tard, au XIXe siècle, à un orientalisme teinté d’exotisme et de romantisme. Ici les auteurs retracent l’histoire ancienne et récente de l’Asie centrale préislamique, et relatent deux siècles de fouilles archéologiques occidentales dans cette région multiculturelle, ; les premiers voyageurs, les archéologues ont dévoilé les cités préislamiques qui, de l’âge du bronze au VIIIe siècle. Après une brève introduction sur principalement l’occupation russe de l’Asie centrale remontant à l’époque tsariste, il semble que des découvertes d’Asie centrale se retrouvent non seulement à l’Ermitage de Saint-Pétersbourg et ses musées subsidiaires, mais aussi dans les musées nouvellement créés à Samarcande, Tachkent, Ferghana et Achgabat, ainsi que dans d’innombrables collections privées.
Les Français qui ont fouillé en Afghanistan ont été autorisés à conserver la moitié de leurs découvertes qui ont finalement été transférées au musée Guimet à Paris, mais les musées orientaux de Rome et de Turin ont eu leur part avec des parties des reliefs du Gandhara découverts dans la région de Swat. Curieusement, à l’exception des musées de Berne, Copenhague, Berlin, Helsinki et Stuttgart, la plupart des collections des musées d’Europe occidentale ont disparu, à moins qu’elles ne résident dans un coin perdu de leurs sous-sols. Aï Khanoum (Alexandrie de l’Oxus), autrefois la capitale de la Bactriane orientale au confluent du fleuve Amou-Daria (anciennement Oxus) et de la rivière Kokcha, qui a révélé à quoi ressemblait une ville grecque dans cette partie du monde, établissant la relation entre les Grecs et les nomades. Le rôle des parthes philhelléniques est également mis en évidence.
Les manchettes ont été faits avec la découverte du trésor de l’Oxus, composé d’objets en or et en bronze comme des statues, des vases, des bracelets, des colliers, des bagues, des pierres précieuses, des plaques votives avec des prêtres zoroastriens, des bienfaiteurs et des animaux sacrés. Une autre découverte exceptionnelle a été le temple hellénistique de Takht-I-Sangin avec quelque 800 000 artefacts provenant de son trésor.
L’ouvrage consacre également un chapitre à la religion, à partir du gréco-bouddhisme au début de l’Empire kouchan (y compris une carte maniable) dans les premiers siècles après Jésus-Christ avec des villes comme Hadda, Tapa Sardar, Bâmiyân, Bactres, Dilberdjin, Dalverzine-tépé, Shahr-i Sabz, Aïrtam, Adjina-tépé (en), Kara-tépé et Fayaz-tépé (en), près de Termez, et Balalyk-tépé (en), aussi la diffusion du christianisme nestorien et du manichéisme iranien. Les choses changent radicalement avec l’arrivée de l’islam avec un haut niveau de renouveau culturel et économique.

## Contenu

### Le corpus
- Ouverture (p. 1–9, une succession d’illustrations pleine page, de statues montrant « la variété des physionomies, kaléidoscope des civilisations »)
- Chapitre 1 : « Vers le pays de Gog et Magog » (p. 13–25)
- Chapitre 2 : « Les précurseurs de l’archéologie moderne » (p. 27–49)
- Chapitre 3 : « L’Asie centrale entre soviétiques et occidentaux » (p. 51–67)
- Chapitre 4 : « Des premières civilisations à l’époque hellénistique » (p. 69–91)
- Chapitre 5 : « Des Kouchans à l’Islam » (p. 93–113)
- Chapitre 6 : « L’espace scientifique sans frontières » (p. 115–127)

### Témoignages et documents
- Témoignages et documents (p. 129–147)
  - Impressions de pionniers (p. 130–133)
  - Les démarches de l’archéologie (p. 134–137)
  - Politisation des approches (p. 138–139)
  - Origines grecques ou indigènes ? (p. 140–143)
  - Les disciplines associées à l’archéologie (p. 144–145)
  - Iconoclasmes d’hier et d’aujourd’hui (p. 146–147)
- Chronologie (p. 148–151)
- Bibliographie (p. 151)
- Table des illustrations (p. 152–156)
- Index (p. 156–159)
- Crédits photographiques/Remerciements (p. 159)

## Accueil
Le site Babelio confère au livre une note moyenne de 3,36 sur 5, sur la base de 7 notes. Sur le site Goodreads, le livre obtient une moyenne de 3,50/5 basée sur 6 notes, indiquant des « avis généralement positifs ».
Dans la revue Abstracta Iranica (no 25), l’historien français Étienne de La Vaissière pense que « il est heureux que l’archéologie centre-asiatique, dans sa double dimension soviétique et française, puisse toucher le grand public : c’est le cas avec cet ouvrage abondamment illustré qui retrace tout d’abord les origines de l’intérêt pour l’Asie centrale au XIXe siècle, puis la structuration des missions françaises et soviétiques, avec leurs différences de méthode, présente un panorama chronologique des résultats jusqu’à l’arrivée de l’Islam et conclut sur les développements récents de la recherche internationale en Asie centrale. »
L’historien français Maurice Sartre écrit dans la revue L’Histoire (no 261) : « Notion vague et extensive, l’Asie ‹ centrale › n’en possède pas moins une originalité historique qu’un siècle et demi de recherches archéologiques a lentement fait émerger. On est loin d’y voir encore parfaitement clair, mais un petit livre richement illustré permet de mesurer l’ampleur des progrès accomplis ainsi que l’importance des enjeux historiques et, au-delà, politiques de l’archéologie en Asie centrale. »

## Édition internationale
| Titre                                                      | Traduction littérale                                           | Langue             | Pays    | Collection (numéro dans la collection) | Éditeur              | Traducteur  | Année de première parution | ISBN                 |
| ---------------------------------------------------------- | -------------------------------------------------------------- | ------------------ | ------- | -------------------------------------- | -------------------- | ----------- | -------------------------- | -------------------- |
| De Kaboul à Samarcande : Les archéologues en Asie centrale | –                                                              | Français de France | France  | Découvertes Gallimard (no 411)         | Éditions Gallimard   | –           | 2001                       | (ISBN 9782070761661) |
| Kâbil’den Semerkand’a: Arkeologlar Orta Asya’da            | « De Kaboul à Samarcande : Les archéologues en Asie centrale » | Turc               | Turquie | Genel Kültür Dizisi (sans numéro)      | Yapı Kredi Yayınları | Saadet Özen | 2006                       | (ISBN 9789750810954) |